# Homolepis longispicula
Homolepis longispicula là một loài thực vật có hoa trong họ Hòa thảo. Loài này được (Döll) Chase mô tả khoa học đầu tiên năm 1911.